# Anton Theodor Colloredo-Waldsee-Mels
Anton Theodor Colloredo-Waldsee-Mels (Viena, 29 de junho de 1729 - Kroměříž, 12 de setembro de 1811) foi um cardeal italiano.

## Biografia
Nasceu em Viena em 29 de junho de 1729. Foi batizado em 17 de julho de 1729. Filho do conde Lodovico Colloredo-Waldesee Mels (1698-1767), camareiro imperial, e da princesa Eleonore Gonzaga di Vescovato (1699-1779). Sua família possuía domínios consideráveis perto de Mântua. Seu sobrenome também está listado como Colloredo-Melz und Waldsee. Ele foi destinado desde a juventude a uma carreira eclesiástica.
Completou seus primeiros estudos em Modena; Colégio Nazareno, Roma; Universidade de Pádua, onde obteve o doutorado in utroque iure , direito canônico e civil, em 3 de março de 1752. Recebeu o subdiaconato em 6 de agosto de 1758; e o diaconato em 15 de agosto de 1758.
Cônego não residente do capítulo da catedral de Olomouc, 5 de dezembro de 1746. Ordenado em 20 de agosto de 1758, Brixen. Cônego residente do capítulo da catedral de Olomouc, 25 de outubro de 1764. Reitor do capítulo colegiado de São Moritz em Kroměříž, 7 de novembro de 1766. Decano do capítulo da catedral de Olomouc, 30 de maio de 1776. Vigário geral da diocese de Olomouc , 13 de junho de 1776.
Eleito bispo de Olomouc pelo seu capítulo, 6 de outubro de 1777. Promovido ao posto de arcebispo quando a diocese foi elevada a metropolitana, 5 de dezembro de 1777. Confirmado pelo papa, 30 de março de 1778. Consagrado, 17 de maio de 1778, catedral de Salzburgo, por Hieronymus Joseph Franziskus von Colloredo, arcebispo de Salzburgo, auxiliado por Ferdinand Christoph von Waldburg-Zeil-Trauchburg, bispo de Chiemsee, e por Franz de Paula Xaver Ludwig Jakob von Breuner, ex-bispo de Lavant; tomou posse da sé no dia 11 de julho seguinte. Duque e príncipe do Sacro Império Romano como tal, participou da Dieta de Frankfurt, que elegeu o imperador Leopoldo II em 1790. Condecorado com a grã-cruz da Ordem Austríaca de Sankt Stefan, 1790. Foi promovido a cardinalato a pedido do imperador Francisco I.
Criado cardeal sacerdote no consistório de 17 de janeiro de 1803; o papa enviou-lhe o barrete vermelho com breve apostólico datado de 29 de janeiro de 1803; ele nunca foi a Roma para receber o chapéu vermelho e o título.
Morreu em Kroměříž em 12 de setembro de 1811. Exposto e enterrado na capela da Mãe das Dores, catedral de São Moritz , Kroměříž. Na mesma capela está enterrado o cardeal Wolfgang Hannibal von Schrattenbach.